# José Francisco Martí Zayas Bazán
José Francisco Martí Zayas Bazán (La Habana; 22 de noviembre de 1878 – La Habana; 22 de octubre de 1945), también conocido por los cubanos como El Ismaelillo, Pepito o Pepe, fue un político y militar, hijo del más insigne héroe cubano, José Martí.

## Biografía

### Infancia y juventud
Los padres de José Francisco Martí fueron José Julián Martí y Pérez, conocido también como el apóstol de la independencia cubana, y María del Carmen Zayas Bazán Hidalgo, hija de un hacendado cubano que --debido a la quema de los cañaverales y al conflicto en general de la Guerra de los Diez Años --había optado por irse con su familia a vivir a México en 1871. Fue en México, en la casa de Ramón Guzmán donde, en febrero de 1875, sus padres se conocieron, pero no fue hasta el 20 de marzo de 1877 que  se casaron en la Catedral de México.
José Martí y Carmen viajaron por Acapulco y luego por Guatemala, hasta que el 27 de julio de 1878 regresaron a La Habana vía Honduras, ya que debido a la firma del Pacto del Zanjón podían regresar a su querida Cuba.
En Cuba, once meses después de haber contraído matrimonio, Carmen Zayas Bazán dio a luz a José Francisco Martí, un día 22 de noviembre de 1878. Pero a mediados de 1879, solo 15 días tras su bautizo el 6 de abril, su padre es arrestado el 21 de abril de 1879 por sus discursos en El Liceo de Guanabacoa y luego deportado a España el 25 de septiembre de ese mismo año. Por eso su madre se lo lleva de la Habana a Puerto Príncipe, Camagüey, a la casa de sus abuelos, Francisco Zayas Bazán Varona e Isabel María Hidalgo Cabanillas, ubicada en la entonces calle San Francisco n.º 9 actual Antonio Luaces n.º 104.
En 1881 su padre José Martí se establece en Brooklyn, Nueva York. En 1882, Pepito y Carmen se van a vivir con él en una humilde casita alquilada por el Apóstol. Ese mismo año, su papá le dedica el poemario llamado Ismaelillo.
En Nueva York vivieron con cierta estabilidad por algún tiempo, pero debido a que su padre era un personaje público de la política y debido a los celos de su madre y la falta de compenetración de sus padres, en 1885 regresa con su madre a Cuba.
Sus primeros estudios fueron en el prestigioso Colegio Escolapio San Calasancio situada en la Calle Luaces # 2, convertido actualmente en la Escuela Provincial de Deportes (ESPA) y la Clínica Estomatológica Cerro Pelado.
El 30 de septiembre de 1889 ingresa con el expediente N°1201 en el Instituto de Segunda Enseñanza en la Escuelas Pías, de Puerto Príncipe, asentadas en la otrora Plaza de San Francisco de Asís, hoy Plaza de la Juventud.
El 30 de julio de 1891 viaja de nuevo a Nueva York en un intento de su madre por reconciliarse con su padre, pero al llegar Carmen Zayas Bazán se da cuenta de que José Martí tiene una relación amorosa con Carmen Miyares. Dolida por su traición, el 27 de agosto, solo dos meses después de llegar a Brooklyn, con la ayuda de Enrique Trujillo y por medio del Consulado de España en Nueva York regresa a La Habana, con su hijo para establecerse otra vez con sus padres en Camagüey. Esa sería la última vez que el hijo vería a su padre.
El 26 de junio de 1894 se gradúa de bachiller con honores. Estas son algunas de sus calificaciones en aquel tiempo:
| Asignatura                    | Año     | Calificación  |
| ----------------------------- | ------- | ------------- |
| Geografía                     | 1889-90 | Sobresaliente |
| Latín y Castellano.1.er curso | 1889-90 | Sobresaliente |
| Latín y Castellano. 2.º curso | 1890-91 | Notable       |
| Retórica y Poética            | 1891-92 | Sobresaliente |
| Historia Universal            | 1891-92 | Sobresaliente |
| Aritmética y Álgebra          | 1891-92 | Notable       |
| Francés.1.er curso            | 1891-92 | Sobresaliente |
| Psicología, Lógica y Ética    | 1892-93 | Sobresaliente |
| Francés. 2.º curso            | 1892-93 | Sobresaliente |
| Geometría y Trigonometría     | 1892-93 | Bueno         |
| Química                       | 1893-94 | Notable       |
| Historia Natural              | 1893-94 | Bueno         |
| Fisiología e Higiene          | 1993-94 | Notable       |
| Agricultura Elemental         | 1893-94 | Notable       |

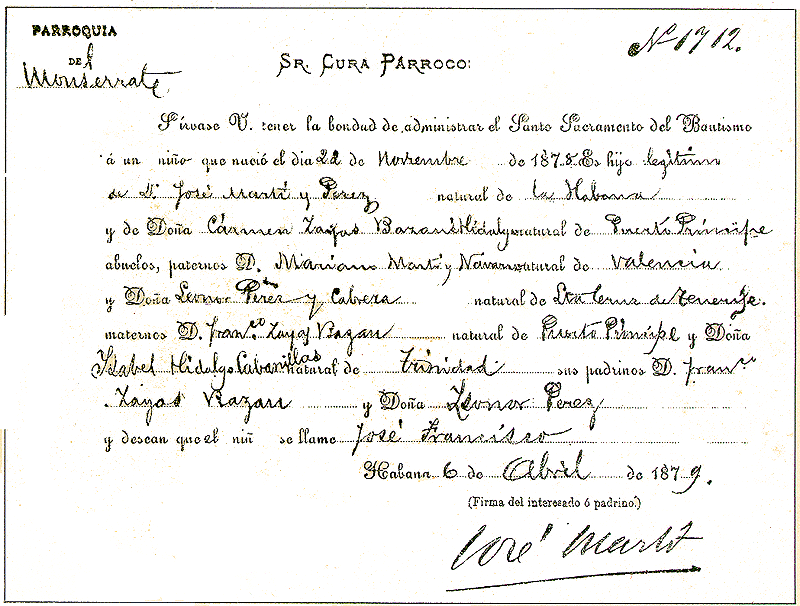
Certificado de Bautizo de José Francisco Martí.

Ese mismo año se matricula en Derecho en la Universidad de la Habana, pero debido a la reciente trágica muerte de su padre en Dos Ríos y después del infructuoso intento de su madre con el Gobernador General, el General Arderius, por recuperar el cuerpo de su padre, viaja, en septiembre de 1895, junto con su madre, a Nueva York, para recoger las pertenencias de José Martí, desde donde le escribe a Gonzalo de Quesada:

“Mi amor de hijo se ha resistido largo tiempo a creerlo. La horrible realidad se ha impuesto a mi espíritu de tal suerte, que mi pensamiento no puede apartarse de ese dolor (…) Soy hijo y todo lo suyo me es sagrado (…) Tengo 16 años pero las energías todas de mi alma, están dispuestas para llorar a mi padre, como hijo y como cubano.” 

Evidencia palpable del dolor de un hijo por la pérdida de su padre.
En 1897, en contra la oposición de su madre y con solo 18 años de edad, se une a la expedición de Carlos Roloff que desembarcó en la costa oeste de Cuba para unirse el 21 de marzo de ese mismo año al Ejército Libertador de Cuba bajo las órdenes del general Calixto García Iñiguez como soldado de artillería. Poco tiempo después, participa en varios combates y recibe el grado de teniente por su arrojo y valentía en la toma de Victoria de Las Tunas. Más adelante es ascendido a capitán, grado con el que terminó al concluir la guerra.

### El hijo de Martí y la Nueva República
José Francisco, después de la guerra y tras la disolución del ejército libertador, trata de incorporarse a la Universidad de La Habana, pero la falta de dinero le impide continuar los estudios, lo que le hace aceptar un cargo como empleado público en la Aduana. Gonzalo de Quesada y Aróstegui, su amigo y antiguo amigo de su padre, protesta enérgicamente ante el gobierno para que lo incorporen al ejército. Lo logra, siendo Pepito uno de los oficiales que hacen el cambio de banderas ante la Capitanía General el 20 de mayo de 1902.
El 20 de marzo de 1907, junto con su madre, asiste con otras personalidades de la época a la inauguración del suntuoso Hotel Campoamor en Cojímar. Este hotel fue el preferido por familias pudientes para pasar su Luna de Miel hasta que el 1 de julio de 1916 se convierte en el Centro Médico-Educativo "Preventorio Antituberculoso José Martí".
En el período de 1909 a 1913, bajo el gobierno de José Miguel Gómez, fue ascendido primero a Comandante, después a Coronel y luego a Jefe de Estado Mayor. Posteriormente desempeña el cargo de Secretario de Guerra y Marina y obtiene el grado de General bajo el gobierno de Mario García Menocal entre 1913 y 1921, grado con el que se retira de las Fuerzas Armadas.
El 24 de febrero de 1912, junto con otras personalidades, participó en Camagüey a la inauguración de una estatua, develada por Amalia Simoni en la antigua Plaza de Armas, en memoria de su esposo el Mayor General Ignacio Agramonte.
En mayo de 1912 participa en una de las páginas más oscuras de la Historia de Cuba, que culminó con la muerte de más de 6000 afrocubanos, incluyendo la de Evaristo Estenoz y Pedro Ivonet, fundadores en 1908 del primer partido político negro del hemisferio, fuera de Haití, conocido como el PIC o Partido Independiente de Color.
Esto fue lo que sucedió:

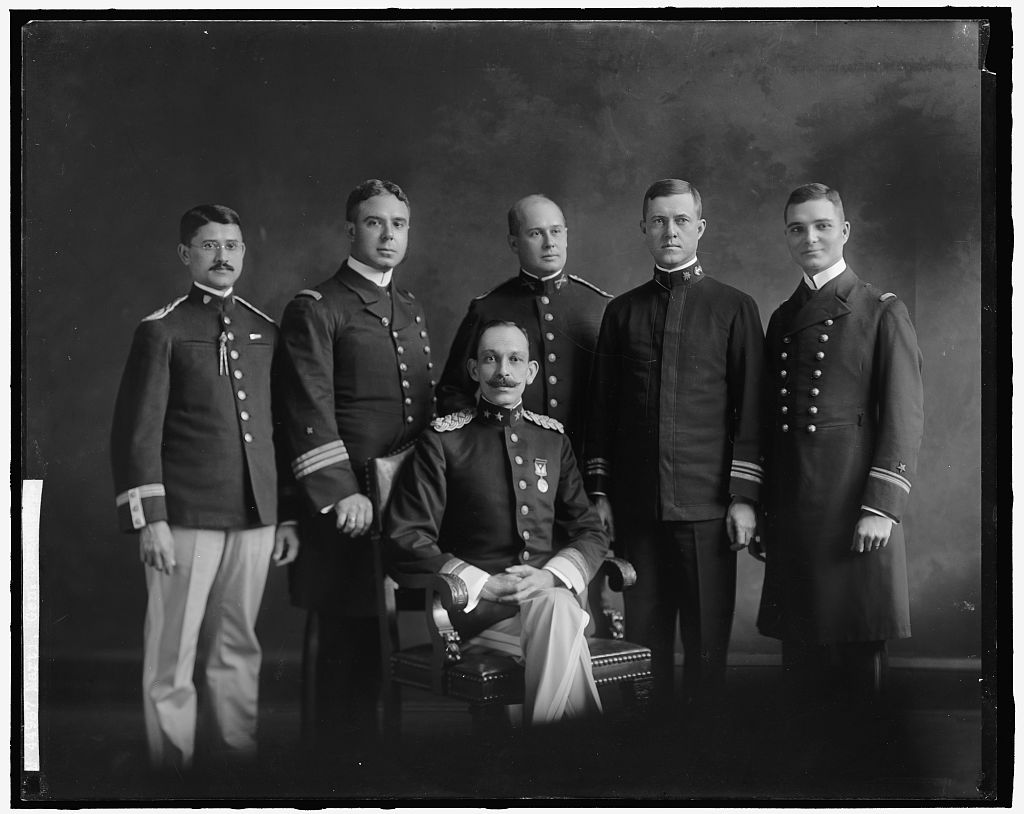
José Francisco Martí y Zayas-Bazán junto a un grupo de soldados.

El 20 de mayo el PIC se levanta en armas en protesta y con el propósito de derrocar la Enmienda Constitucional aprobada en la trigésima sesión del senado el 11 de febrero de 1910 que los proscribía como partido político. A raíz de estos disturbios, el presidente de los Estados Unidos en ese tiempo, William Taft, mandó una misiva al entonces presidente de Cuba José Miguel Gómez, donde decía que si no controlaba la situación se vería forzado a mandar tropas norteamericanas para proteger el bienestar de los ciudadanos norteamericanos en la isla. Gómez, como es de suponer, responde al presidente que él puede manejar la situación y manda el 27 de mayo de 1912  a más de 1200 soldados junto con su Estado Mayor.
Serafin Portuondo Linares, en su libro Los independientes de color, nos narra lo siguiente sobre esos turbulentos días:
"El Presidente Willian Taft contestó a Gómez mediante otro cablegrama que se complacía en «conocer las medidas enérgicas tomadás por su gobierno para acabar con los disturbios existentes», haciéndole saber al mismo tiempo que las medidas del gobierno de EE. UU. eran previas para actuar con prontitud si los intereses americanos eran puestos en peligro, pero que ellas no entrañaban propósitos intervencionistas.
Gómez, tranquilizado un tanto, agradeció este criterio no intervencionista de Mr. Taft, y le envió otro cable expresivo de este sentimiento. Pero el 27 de mayo de 1912, un día antes de haber enviado este cable a Taft, hizo salir al Gral. Monteagudo para Oriente con 1,200 hombres y acompañado de su Estado Mayor.
El Estado Mayor que salió rumbo a Oriente estaba integrado por: el Mayor General Jesús Monteagudo; Coronel José Martí y Zayas Bazán, Jefe de Estado Mayor; Teniente Coronel José M. Guerrero Dueñas, Auditor General; Teniente Coronel José Pereda Gálvez, Jefe de Sanidad; Comandante Ijeandro Torriente Peraza, Ayudante General (Jefe de Despacho); Comandante Rigoberto Fernández Lecuona, Cuartel Maestre y Comisario General; General Rosendo Collazo y García, Pagador General; Capitanes Antonio Tonel y Mercano, Andrés R. Campiña y González, Federico Pattersson y Hermoso, que eran los ayudantes de campo.
Así se inició en grande lo que en las esferas gubernamentales se denominó "La campaña de Oriente". Mejor expresado: la persecución sin tregua de los rebeldes. Gómez, al asumir esta actitud, desarmó momentáneamente a sus enemigos políticos y se quitó de encima el fantasma de la intervención de EE. UU. en el conflicto, pero a costa de aumentar cada día el número de bajas en las filas rebeldes."
No se sabe a ciencia cierta cuánta fue la participación del hijo de Martí en estos eventos, pero lo que sí se conoce es que después de la masacre el gobierno hizo una celebración en el Parque Central, presidida por José Francisco, a la que asistieron funcionarios importantes y la mayoría de las tropas que participaron en estos hechos. El banquete fue por todo lo alto, a espaldas de la estatua erigida a José Marti en ese mismo parque.

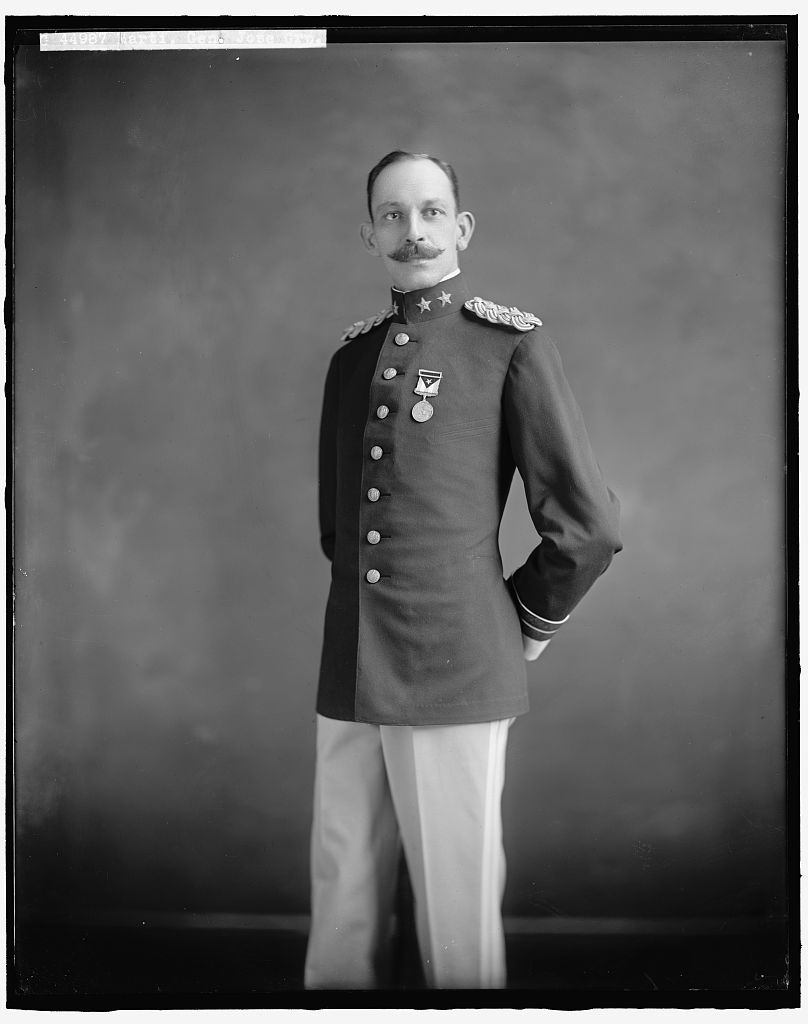
José Francisco Martí y Zayas-Bazán.

En 1915, y a sus 37 años de edad, se enamora de María Tereza Bances (Teté), hija única del banquero español Victoriano Bances con quien contrae matrimonio el 21 de febrero de 1916 en la Iglesia Parroquial del Sagrado Corazón de Jesús, del Vedado y Carmelo. Esa unión nunca daría frutos. José Francisco Martí nunca tendría descendientes.
Entre 1926 y 1933 declara su inconformidad contra la tiranía Machadista, haciendo público su “Manifiesto a Cuba”, pero al no encontrar una solución ante la feroz opresión desatada por Gerardo Machado pasó a formar parte del ABC, con el cargo de Vicepresidente, una organización política secreta y de carácter celular que utilizó la lucha clandestina con el fin de desencadenar la insurrección popular.
El 15 de enero de 1928 José Francisco Martí recibe la peor noticia que un hijo puede recibir, la del fallecimiento de su madre Carmen Zayas-Bazán.
El ABC, después del derrocamiento del llamado “Asno con Garras” (Gerardo Machado), tomó otra dirección política hasta convertirse en un partido político de gánsteres, lo que hizo que José Francisco se retirara del escenario público.
El 22 de octubre de 1945, fallece víctima de una prolongada enfermedad pulmonar. En el sepelio, por sus méritos archivados a lo largo de su vida, se le otorgan los honores de Mayor General. Hasta ese día había vivido feliz junto a su esposa en una casa hecha por su suegro Don Victoriano, ubicada en Calzada 807 esquina a 4, Vedado, en el actual Centro de Estudios Martianos.
Hasta el día de su muerte, nunca utilizó la influencia de su apellido para escalar posiciones en la sociedad, sabiendo, a lo largo del camino de su vida, ganarse todos los méritos que lo hicieron digno de llevar el apellido de su padre.

### Ismaelillo
Ismaelillo es un libro de poemas escrito por José Martí dedicado a su hijo. En su prólogo dice: 

Hijo:

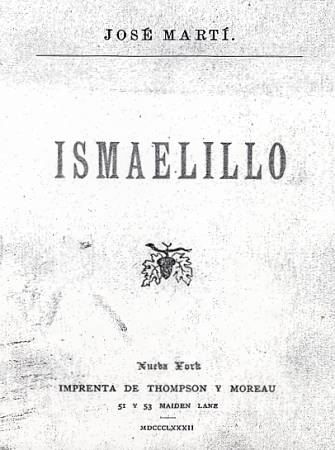
Ismaelillo:Cubierta del libro dedicado a su Hijo.

Espantado de todo, me refugio en ti.
Tengo fe en el mejoramiento humano, en la vida futura, en la utilidad de la virtud, y en ti.
Si alguien te dice que estas páginas se parecen a otras páginas, diles que te amo demasiado para profanarte así. Tal como aquí te pinto, tal te han visto mis ojos. Con esos arreos de gala te me has aparecido. Cuando he cesado de verte en una forma, he cesado de pintarte. Esos riachuelos han pasado por mi corazón.

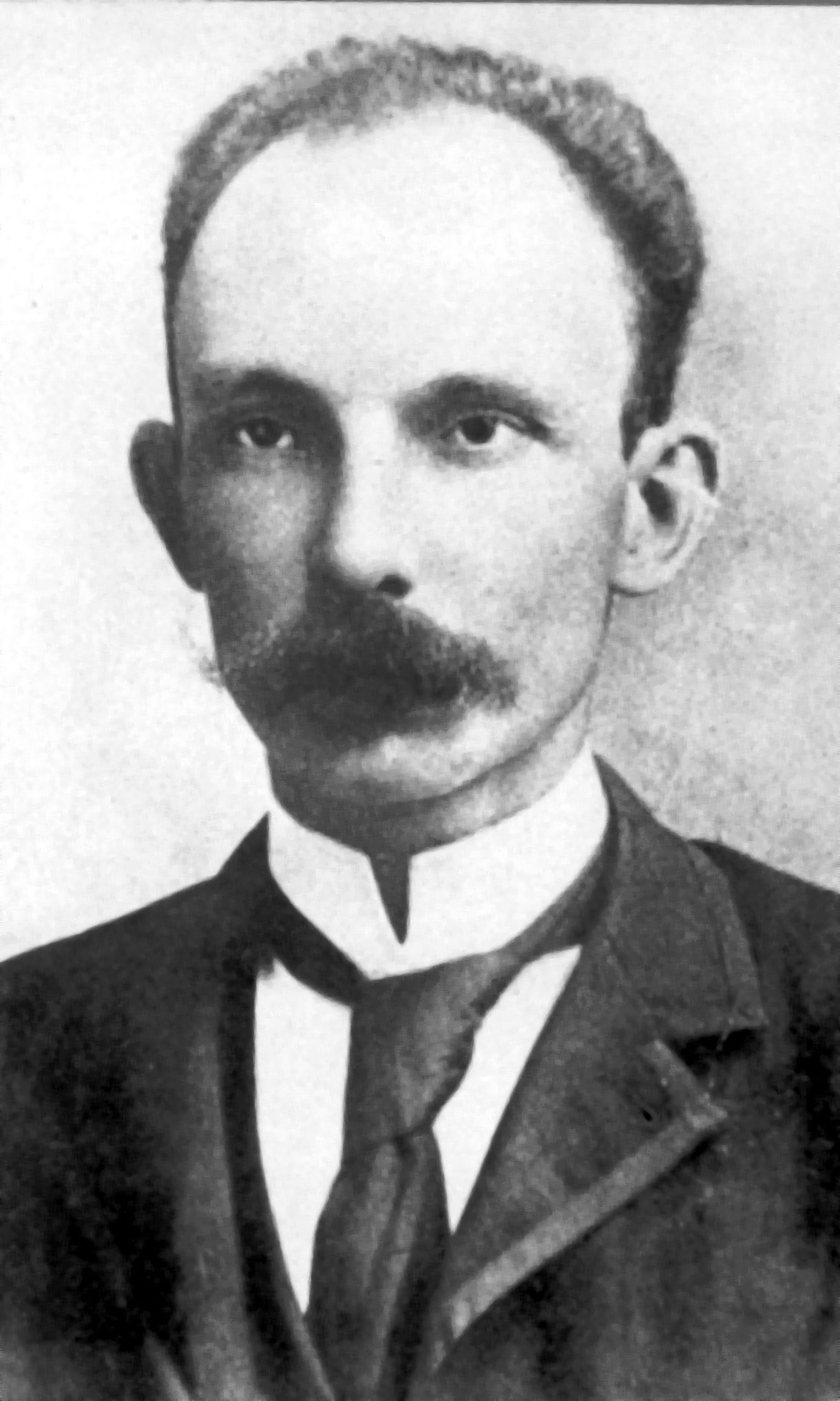
José Marti el padre del Ismaelillo.

Lleguen al tuyo!
Tomado de Wikisource: Ismaelillo: Prólogo

Estos son dos de los poemas que Martí le escribió:

PRINCIPE ENANO
Para un príncipe enano
Se hace esta fiesta.
Tiene guedejas rubias,
Blandas guedejas;
Por sobre el hombro blanco
Luengas le cuelgan.
Sus dos ojos parecen
Estrellas negras:
¡Vuelan, brillan, palpitan,
Relampaguean!
Él para mí es corona,
Almohada, espuela,
Mi mano, que así embrida
Potros y hienas,
Va, mansa y obediente,
Donde él la lleva.
Si el ceño frunce, temo;
Si se me queja,
Cual de mujer, mi rostro
Nieve se trueca;
Su sangre, pues, anima
Mis flacas venas:
¡Con su gozo mi sangre
Se hincha, o se seca!
Para un príncipe enano
Se hace esta fiesta.

¡Venga mi caballero
Por esta senda!
¡Éntrese mi tirano
Por esta cueva!
Tal es, cuando a mis ojos
Su imagen llega,
Cual si en lóbrego antro
Pálida estrella,
Con fulgores de ópalo,
Todo vistiera.
A su paso la sombra
Matices muestra,
Como al sol que las hiere
Las nubes negras.
¡Heme ya, puesto en armas,
En la pelea!
Quiere el príncipe enano
Que a luchar vuelva:
¡Él para mí es corona,
Almohada, espuela!
Y como el sol, quebrando
Las, nubes negra,
En banda de colores
La sombra trueca,—
Él, al tocarla, borda
En la onda espesa,
Mi banda de batalla
Roja y violeta.
¿Conque mi dueño quiere
Que a vivir vuelva?
¡Venga mi caballero
Por esta senda!
¡Éntrese mi tirano
Por esta cueva!
¡Déjeme que la vida
A él, a él le ofrezca!
Para un príncipe enano
Se hace esta fiesta.
Tomado de Wikisource: Ismaelillo: Principe enano

HIJO DEL ALMA
¡Tú flotas sobre todo,
Hijo del alma!
De la revuelta noche
Las oleadas,
En mi seno desnudo
Déjante al alba;
Y del día la espuma
Turbia y amarga,
De la noche revuelta
Te echa en las aguas.
Guardiancillo magnánimo,
La no cerrada
Puerta de mi hondo espíritu
Amante guardas;
¡Y si en la sombra ocultas
Búscanme avaras,
De mi calma celosas,
Mis penas varias,
En el umbral obscuro
Fiero te alzas,
Y les cierran el paso
Tus alas blancas!
Ondas de luz y flores
Trae la mañana,
Y tú en las luminosas
Ondas cabalgas,
No es, no, la luz del día
La que me llama,
Sino tus manecitas
En mi almohada.
Me hablan de que estás lejos:
¡Locuras me hablan!
Ellos tienen tu sombra.
¡Yo tengo tu alma!
Ésas son cosas nuevas,
Mías y extrañas.
Yo sé que tus dos ojos
Allá en lejanas
Tierras relampaguean,
Y en las doradas
Olas de aire que baten
Mi frente pálida,
Pudiera con mi mano,
Cual si haz segara
De estrellas, segar haces
De tus miradas:
¡Tú flotas sobre todo,
Hijo del alma!
Tomado de Wikisource: Ismaelillo: Hijo del alma

## Última carta de su padre
l0 de abril de 1895
Hijo:
Esta noche salgo para Cuba: salgo sin ti, cuando debieras estar a mi
lado. Al salir, pienso en ti. Si desaparezco en el camino, recibirás con
esta carta la leontina que usó en vida tu padre. Adiós. Sé justo.
Tu
JOSÉ MARTí
Tomado de Wikisource: Carta a José Martí Zayas Bazán